# Salomón Obama
Salomón Asumu Obama Ondo (Kié-Ntem, 4 de febrero de 2000) es un futbolista ecuatoguineano que juega como delantero en el Tlaxcala F. C. de la Liga de Expansión MX y en la selección de Guinea Ecuatorial.

## Trayectoria
Nació en Kié-Ntem y llegó muy joven a España para afincarse en Móstoles, Madrid. En 2008 ingresó en la cantera del Atlético de Madrid, donde iría quemando etapas hasta llegar al equipo juvenil. El 11 de agosto de 2017 fue convocado por Diego Simeone para disputar un encuentro frente al Getafe C. F. Llegó a jugar con el filial antes de abandonar el club.
Posteriormente llegó al R. C. Celta de Vigo "B", que lo cedió al Mérida A. D. que jugaba en la Segunda División B.
Tras pasar por el Dibba Al Fujairah de los Emiratos Árabes Unidos y el Junior Sevan F. C. de Armenia, con el que marcó tres goles en once partidos, el 21 de julio regresó a España tras firmar por el C. D. Móstoles U. R. J. C. para competir en la Segunda División RFEF.
El 8 de agosto de 2022, tras haber abandonado la Unió Esportiva Santa Coloma en junio, firmó por el Ethnikos Achnas de Chipre. Allí estuvo un año y en julio de 2023 regresó al conjunto andorrano.
Firmó por el Tlaxcala F. C. en la Liga de Expansión MX para el Apertura 2025.

## Selección nacional
En enero de 2017 fue internacional con la selección de fútbol sub-17 de España, con la que jugó cinco partidos y anotó un gol.
Es internacional por la selección de fútbol de Guinea Ecuatorial, con la que fue convocado por el seleccionador Ángel López Pérez en agosto de 2018, con apenas 18 años para enfrentarse a la selección de fútbol de Sudán, debutando el 8 de septiembre de 2018.

## Estadísticas

### Clubes
| Club                       | País    | Año       | Partidos | Goles |
| -------------------------- | ------- | --------- | -------- | ----- |
| Atlético de Madrid "B"     | España  | 2017-2018 | 16       | 0     |
| R. C. Celta de Vigo "B"    | España  | 2019-2020 | 1        | 0     |
| Mérida A. D. (cedido)      | España  | 2019-2020 | 5        | 0     |
| Dibba Al-Fujairah Club     | EAU     | 2020      |          |       |
| Junior Sevan F. C.         | Armenia | 2021      | 1        | 0     |
| C. D. Móstoles U. R. J. C. | España  | 2021-2022 | 3        | 0     |
| U. E. Santa Coloma         | Andorra | 2022      | 15       | 5     |
| Ethnikos Achnas            | Chipre  | 2022-2023 | 23       | 0     |
| U. E. Santa Coloma         | Andorra | 2023-2024 | 24       | 7     |
| Ranger's F. C.             | Andorra | 2024-     | 15       | 3     |
| Ranger's F. C.             | México  | 2025-     | 0        | 0     |

### Selecciones nacionales
| País              | Categoría | Año  | Partidos | Goles |
| ----------------- | --------- | ---- | -------- | ----- |
| España            | Sub-17    | 2017 | 5        | 1     |
| Guinea Ecuatorial | Sub-23    | 2018 | 1        | 0     |
| Guinea Ecuatorial | Sub-23    | 2019 | 2        | 1     |
| Guinea Ecuatorial | Absoluta  | 2018 | 3        | 0     |
| Guinea Ecuatorial | Absoluta  | 2020 | 2        | 1     |
| Guinea Ecuatorial | Absoluta  | 2021 | 6        | 0     |
| Guinea Ecuatorial | Absoluta  | 2022 | 3        | 0     |
| Guinea Ecuatorial | Absoluta  | 2024 | 2        | 0     |